# Сух
Сух (на узбекски: Soʻx или Сўх) e ексклав на Узбекистан, ограден от територията на съседен Киргизстан. Заедно с Чонг Кара – много малък ексклав на север (край узбекската граница), образува Сухски район на Ферганска област.
Според преброяването от 1993 година ексклавът има население от около 50 000 души. Обхваща територия от 325 км² и е най-големият узбекски ексклав, заобиколен от територия на Киргизстан.

## География
Ексклавът е дълъг 35 км и е широк едва 7 км. Намира се на 11,5 км по въздушна линия от основната територия на Узбекистан. Главният и най-голям център в ексклава е едноименният град Сух, който е разположен в долината на река Сух. Около 99% от населението на ексклава са етнически таджики и 1% етнически киргизи. Градовете в ексклава са Сух, Дамерсат и Газ.

## История
Узбекският анклав е образуван през 1955 година. Според легенда узбекски партиен лидер спечелва анклава след игра на карти с киргизки съпартийци, а според друга територията на анклава е дадена на Узбекистан поради факта, че основните пътища от и за Сух водят към вътрешността на страната.
След разпада на СССР през 1991 година Узбекистан има свободен достъп до анклава си през територия и пътища на Киргизстан. Ситуацията се усложнява в 1999 година, когато в Киргизстан нахлуват ислямистки бунтовници от Ислямското движение на Узбекистан. Опасявайки се от ислямистите, Ташкент въвежда в анклава си военни части и минира границата му. Киргизката страна реагира срещу минните заграждения, които според нея навлизали на нейна територия, а узбекските военни тероризирали местното население. Няколко киргизи са убити от мините или от узбекските военни при опит да пресекат границата.
На 26 февруари 2001 година Узбекистан и Киргизстан подписват двустранен меморандум за делимитация на държавната граница помежду им, в който се подчертава „целесъобразността“ на съединяването териториално на анклава Сух с Узбекистан. Като компенсация за киргизката страна Узбекистан ѝ предлага равна по площ от своята територия. До размяната така и не се стига, тъй като предложената на Киргизстан земя е безплодна, разположена във висок планински масив, поради което Бишкек се отказва от договорката в меморандума.